# ترانه‌شناسی لاتویا جکسون
این مقاله حاوی اطلاعاتی در مورد آلبوم و تک آهنگ‌های لاتویا جکسون می‌باشد. او یازده آلبوم استودیویی منتشر کرده است که با اولین آلبوم خود در سال ۱۹۸۰ شروع شد. او یک تک‌آهنگ در بیلبورد هات ۱۰۰ و سه آلبوم در جدول بیلبورد ۲۰۰ آمریکا داشته است.

## آلبوم‌ها

### آلبوم‌های استودیویی
| لاتویا جکسون                                                                     | - تاریخ انتشار: ۱۹۸۰ - ناشر: پالیدور - فرمت‌ها: آلبوم پرآهنگ، سی دی            | ۱۱۶ | ۲۶ |
| عشقِ خاصِ من                                                                       | - تاریخ انتشار: ۱۹۸۱ - ناشر: پالیدور - فرمت‌ها: آلبوم پرآهنگ، سی دی، نوار کاست | ۱۷۵ | —  |
| قلب دروغ نگو                                                                     | - تاریخ انتشار: ۱۹۸۴ - ناشر: سی‌بی‌اس - فرمت‌ها: آلبوم پرآهنگ، سی‌دی، نوار کاست   | ۱۴۹ | ۶۵ |
| خیال‌پردازی                                                                       | - تاریخ انتشار: ۱۹۸۶ - ناشر: سی‌بی‌اس - فرمت‌ها: آلبوم پرآهنگ، سی‌دی، نوار کاست   | —   | —  |
| لاتویا                                                                           | - تاریخ انتشار: ۱۹۸۸ - ناشر: آر‌سی‌ای - فرمت‌ها: آلبوم پرآهنگ، سی‌دی، نوار کاست   | —   | —  |
| دخترِ بد                                                                          | - تاریخ انتشار: ۱۹۹۰ - ناشر: شرمن - فرمت‌ها: سی‌دی، نوار کاست                   | —   | —  |
| بدون رابطه                                                                       | - تاریخ انتشار: ۱۹۹۱ - ناشر: پامپ - فرمت‌ها: آلبوم پرآهنگ، سی‌دی، نوار کاست     | —   | —  |
| از نشویل تا تو                                                                   | - تاریخ انتشاز: ۱۹۹۴ - ناشر: مَر-گُر - فرمت‌ها: سی‌دی، نوار کاست                  | —   | —  |
| به خاطر عشق بس کن                                                                | - تاریخ انتشار: ۱۹۹۵ - ناشر: سی‌ام‌سی - فرمت‌ها: سی‌دی                            | —   | —  |
| "—" به مواردی اشاره می‌کند که در آن کشور منتشر نشده‌اند یا در نمودار شکسته شده‌اند. |                                                                               |     |    |

### آلبوم‌های موسیقی متن
| نام  | جزئیات آلبوم                                      |
| ---- | ------------------------------------------------- |
| مهیب | - تاریخ انتشار: ۱۹۹۲ - ناشر: پیِرجِن - فرمت‌ها: سی‌دی |

## نمایشنامه‌های تمدید شده
| نام         | جزئیات چندآهنگه                                                       |
| ----------- | --------------------------------------------------------------------- |
| شروعِ دوباره | - تاریخ انتشار: ۲۱ ژوئن ۲۰۱۱ - ناشر: بانگالو - فرمت‌ها: دانلود دیجیتال |

## تک‌آهنگ‌ها
| «اگر احساسِ بدی کردی»                                                             | ۱۹۸۰ | ۱۰۱ | ۱۷ | ۴۰ | —  | ۱۳ | —  | —  | لاتویا جکسون      |
| «عاشقِ شبانه»                                                                     | ۱۹۸۰ | —   | —  | ۵۹ | —  | —  | —  | —  | لاتویا جکسون      |
| «شب بمان»                                                                        | ۱۹۸۱ | —   | —  | ۳۱ | —  | —  | —  | —  | عشقِ خاصِ من        |
| «نمی‌خوام بری»                                                                    | ۱۹۸۱ | —   | —  | —  | —  | —  | —  | —  | عشقِ خاصِ من        |
| «مطمئن باش به عشق من نیاز خواهد داشت»                                            | ۱۹۸۳ | —   | ۵۵ | ۲۵ | —  | —  | —  | —  | قلب دروغ نگو      |
| «قلب دروغ نگو»                                                                   | ۱۹۸۴ | ۵۶  | —  | ۳۰ | —  | —  | —  | —  | قلب دروغ نگو      |
| «سیب‌زمینی داغ»                                                                   | ۱۹۸۴ | —   | ۳۸ | ۴۳ | —  | —  | —  | ۹۲ | قلب دروغ نگو      |
| «شادیِ خصوصی»                                                                     | ۱۹۸۴ | —   | —  | —  | —  | —  | —  | —  | قلب دروغ نگو      |
| «پرستارِ بچه»                                                                     | ۱۹۸۵ | —   | —  | —  | —  | —  | —  | —  | خیال‌پردازی        |
| «او تظاهرکننده است»                                                              | ۱۹۸۶ | —   | —  | ۷۶ | —  | —  | —  | —  | خیال‌پردازی        |
| «خیال‌پردازی»                                                                     | ۱۹۸۶ | —   | —  | —  | —  | —  | —  | —  | خیال‌پردازی        |
| «اوه، اوه نه!» (با سرون)                                                         | ۱۹۸۶ | —   | —  | ۸۹ | —  | —  | —  | —  | —                 |
| «(هیچ‌کس تو را دوست ندارد) مثل من»                                                | ۱۹۸۷ | —   | —  | —  | —  | —  | —  | —  | لاتویا            |
| «(به من بگو) او اصلاً برای تو معنی ندارد»                                         | ۱۹۸۸ | —   | —  | —  | —  | —  | —  | —  | لاتویا            |
| «تو قرار است تکان بخوری!»                                                        | ۱۹۸۸ | —   | —  | ۶۶ | —  | ۸۲ | ۴۲ | ۹۰ | لاتویا            |
| «چنین عشقِ شیطانی»                                                                | ۱۹۸۸ | —   | —  | —  | —  | —  | —  | —  | لاتویا            |
| «تو منفجر شدی»                                                                   | ۱۹۸۸ | —   | —  | —  | —  | —  | —  | —  | لاتویا            |
| «دخترِ بد»                                                                        | ۱۹۸۹ | —   | —  | —  | —  | —  | —  | —  | دخترِ بد           |
| «احساس جنسی»                                                                     | ۱۹۹۰ | —   | —  | —  | —  | —  | —  | —  | دخترِ بد           |
| «تو و من»                                                                        | ۱۹۹۰ | —   | —  | —  | ۲۸ | —  | —  | —  | دخترِ بد           |
| «چرا عشقِ من را نمی‌خواهی؟»                                                        | ۱۹۹۱ | —   | —  | —  | —  | —  | —  | —  | —                 |
| «سکس‌باکس»                                                                        | ۱۹۹۱ | —   | —  | —  | —  | ۲۳ | —  | —  | بدون رابطه        |
| «بیا خانه را تکان دهیم»                                                          | ۱۹۹۲ | —   | —  | —  | —  | —  | —  | —  | بدون رابطه        |
| «نمی‌تونم به خودم کمک کنم»                                                        | ۱۹۹۵ | —   | —  | —  | —  | —  | —  | —  | به خاطر عشق بس کن |
| «قلبِ من را نشکن» (با تام بیزر)                                                   | ۱۹۹۸ | —   | —  | —  | —  | —  | —  | —  | —                 |
| «فقط می‌خوام برقصم»                                                               | ۲۰۰۴ | —   | —  | —  | —  | —  | —  | —  | شروع دوباره       |
| «جهان را آزاد کن»                                                                | ۲۰۰۴ | —   | —  | —  | —  | —  | —  | —  | شروع دوباره       |
| «خانه»                                                                           | ۲۰۰۹ | —   | —  | —  | —  | —  | —  | —  | —                 |
| «احساس عشق»                                                                      | ۲۰۱۴ | —   | —  | —  | —  | —  | —  | —  | —                 |
| «مشکل»                                                                           | ۲۰۱۵ | —   | —  | —  | —  | —  | —  | —  | —                 |
| "—" به مواردی اشاره می‌کند که در آن کشور منتشر نشده‌اند یا در نمودار شکسته شده‌اند. |      |     |    |    |    |    |    |    |                   |

### تک‌آهنگ‌های تبلیغاتی
| نام                        | سال  |
| -------------------------- | ---- |
| «آره، من آماده‌ام» (با جید) | ۱۹۸۷ |
| «اوه، اوه نه» (رمیکس)      | ۱۹۹۱ |
| «سمتِ وحشی»                 | ۱۹۹۲ |
| «من آن را بازی نمی‌کنم»     | ۲۰۰۷ |

## به‌عنوان یک هنرمند برجسته
| نام                                                   | سال  | آلبوم            |
| ----------------------------------------------------- | ---- | ---------------- |
| «ما دنیاییم» (آمریکا برای آفریقا)                     | ۱۹۸۵ | ما دنیاییم       |
| «احساس دانسین» (روپال با حضور لاتویا جکسون)           | ۲۰۱۴ | برهنه به‌دنیا آمد |
| «تهران» (اندی با حضور لاتویا جکسون)                   | ۲۰۱۶ |                  |
| «بذار بدانم» (بی هاوارد با حضور لاتویا جکسون و مافیو) | ۲۰۱۸ |                  |

## ویدئوگرافی

### موزیک ویدئوها
| موزیک ویدئو                       | کاگردان(ها) | سال  | یادداشت |
| --------------------------------- | ----------- | ---- | --- |
| «قلب دروغ نگو»                    | اد پاسیو    | ۱۹۸۴ | جکسون نقش یک دانش‌آموز دبیرستانی را بازی می‌کند. |
| «(هیچ‌کس تو را دوست ندارد) مثل من» | ناشناخته    | ۱۹۸۷ | جکسون با پوشیدن سوتین و ژاکتی به نام او، با پنج مرد در محیطی رنگارنگ می‌رقصد. جکسون از پسر جوانی که در پایان با او خارج می‌شود گل می‌گیرد.                                                              |
| «تو قرار است تکان بخوری!»         | گرگ گلد     | ۱۹۸۸ | جکسون یک کت چرمی مشکی پوشیده و سوار موتورسیکلت می‌شود. جکسون یک روال رقص را با افراد سرسخت خیابانی در گروهش اجرا می‌کند.                                                                               |
| «خانه»                            | اریک بوته   | ۲۰۰۹ | صحنه‌های لاتویا جکسون امروزی با صحنه‌هایی از او در دوران کودکی در حال بازی در یک مزرعه در هم آمیخته است. او روی یک تاب، حباب‌ها، بالا رفتن از درختان، در خانه درختی و در شب توسط فانوس‌ها احاطه شده است. |
| «احساس عشق»                       | اریک وایت   | ۲۰۱۴ | جکسون با چهار رقصنده زن در یک کلوپ شبانه یک برنامه رقص را اجرا می‌کند. جکسون لباس‌های مشکی با جواهرات طلا می‌پوشد و نان تست را با علاقه‌مندی مردانه به اشتراک می‌گذارد.                                   |

### ویدئوهای کنسرت
| جزئیات ویدئو                                               | سال  | یادداشت |
| ---------------------------------------------------------- | ---- | --- |
| لاتویا جکسون: دیدنی و جذاب! - فرمت‌ها: وی‌اچ‌اس، دیسک، دی‌وی‌دی | ۱۹۸۹ | - همچنین به‌عنوان مشهورترین بازدیدها: زنده در بالیز منتشر شد. ضبط کنسرت او در سال ۱۹۸۹ در بالیز رینو در ۵ سپتامبر ۱۹۸۹. |
| لاتویا جکسون: زنده در لهستان - فرمت‌ها: دی‌وی‌دی              | ۱۹۹۳ | - ضبط شده در جشنواره بین‌المللی آهنگ سوپوت در سوپوت، لهستان در سال ۱۹۹۳.                                                |